# 圣乔治德勒南
圣乔治德勒南（法語：Saint-Georges-de-Reneins，法語發音：[sɛ̃ ʒɔʁʒ də ʁənɛ̃]）是法国东部罗讷省的一个市镇，属于索恩河畔自由城区。

## 地理
圣乔治德勒南（46°3'43"N, 4°43'18"E）面积27.49 平方千米，位于法国奥弗涅-罗讷-阿尔卑斯大区罗讷省，该省份为法国中东部省份，北起顺时针与索恩-卢瓦尔省、安省、里昂大都会、伊泽尔省和卢瓦尔省接壤。
与圣乔治德勒南接壤的市镇（或旧市镇、城区）包括：法兰、吕尔西、索恩河畔梅西米、索恩河畔蒙梅勒、阿尔纳斯、布拉塞、沙朗泰、圣于连、博若莱地区贝尔维尔。

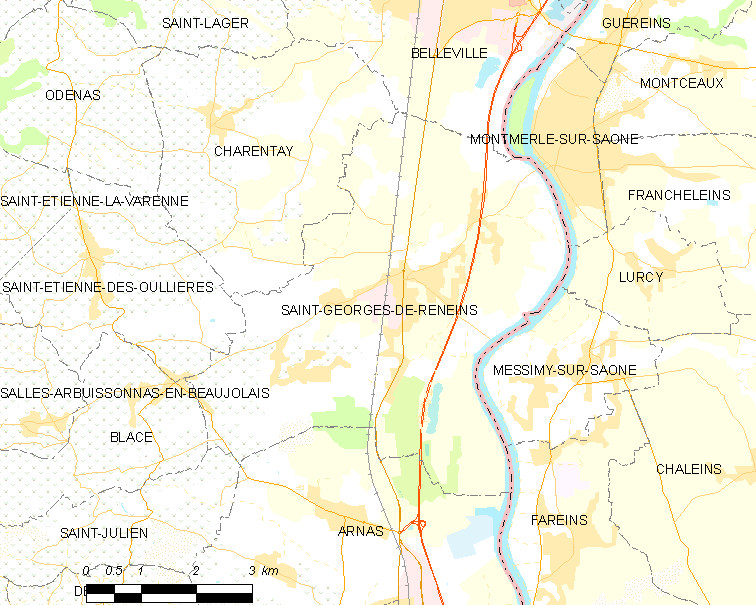
圣乔治德勒南的OSM定位图

圣乔治德勒南的时区为UTC+01:00、UTC+02:00（夏令时）。

## 行政
圣乔治德勒南的邮政编码为69830，INSEE市镇编码为69206。

## 政治
圣乔治德勒南所属的省级选区为格莱泽县。

## 人口

1962-2008年间圣乔治德勒南人口变化图示

圣乔治德勒南于2022年1月1日时的人口数量为4533人。